# Зверопой 2
«Зверопо́й 2» (англ. Sing 2) — американский приключенческий семейный компьютерно-анимационный мюзикл производства компании «Illumination». Сиквел фильма «Зверопой» снят режиссёром Гартом Дженнингсом, а главные роли в нём исполняют Мэтью Макконахи, Риз Уизерспун, Скарлетт Йоханссон, Ник Кролл, Тэрон Эджертон и Тори Келли, которые будут повторять свои роли из первого фильма. Фильм был выпущен в прокат 22 декабря 2021 года компанией Universal Pictures.

## Сюжет
Некоторое время спустя после событий первого фильма Бастер Мун процветает со своим новым театром. Не сумев произвести впечатление на искателя талантов Зуки, которая говорит ему, что он не доберется до уровня знаменитого города развлечений Редшор-Сити, где показывают самые крутые и элитные выступления, Бастер воссоединяет певцов, участвовавших в первом фильме, и везет их в город. Они пробираются на прослушивание к магнату индустрии развлечений Джимми Кристалу.
Однако, не заинтересованный в оригинальной подаче Бастера, Гюнтер устраивает шоу на космическую тематику, в котором будет участвовать Клэй Кэллоуэй, рок-звезда, которую не видели 15 лет. Заинтригованный Кристал говорит им провести шоу в течение трех недель.
Во время съемок шоу у Розиты развивается боязнь высоты прямо во время репетиции, и она не может удержаться на своей роли, и её отдают дочери Кристала — Порше, в то время как Розите отводится второстепенная роль. Тем временем Джонни был отправлен работать с ведущим хореографом Клаусом Кикенклобером для своей роли в шоу, но чувствует, что Клаус его недолюбливает.
Джонни встречает уличную танцовщицу по имени Нуши, которая соглашается ему помочь. Мина снимается в романтической сцене с Дариусом, эгоцентричным актёром, с которым у Мины нет никакой химии. Позже она знакомится и влюбляется в продавца мороженого по имени Альфонсо.
Эш и Бастер навещают Клэя Кэллоуэя, чтобы убедить его принять участие в шоу. Сначала он отказывается, но Эш удается повлиять на его мнение. Вернувшись в театр, Бастер спрашивает Поршу, не хотела бы она поменяться ролями с Розитой, так как она не может играть, что Порша воспринимает так, как будто Бастер её уволил. Узнав об этом, Кристал обвиняет Поршу в том, что она поставила его в неловкое положение, угрожает Бастеру швырнуть его со своего здания, и запирает его в шкафу.
Зуки освобождает Бастера и предупреждает его, чтобы он убирался из Редшор-Сити, прежде чем Кристал сможет убить его. Эш прибывает с Кэллоуэем, который советует Бастеру и актёрам не убегать и не прятаться, как он сделал после того, как потерял жену. Затем Бастер решает, чтобы актёры и съемочная группа устроили шоу в тот вечер под носом у Кристала, и просит миссис Ползли уговорить Поршу присоединиться к ним в шоу.
Во время шоу Клаус занимает место партнера Джонни, чтобы попытаться подорвать его номер, но Джонни побеждает Клауса при поддержке Нуши и, наконец, завоевывает уважение Клауса, в то время как Мина визуализирует Дариуса как Альфонсо и исполняет с ним романтический дуэт. Кристал, узнав о шоу и разозлившись от того, что Порша противостоит ему, пытается остановить шоу, сбросив Бастера с верхней части сцены. Это заставляет Розиту преодолеть свой страх высоты. В результате она спасает Бастера. Когда приходит время Кэллоуэю выходить на сцену, он заявляет, что не готов. Эш заводит толпу исполнением одной из песен Кэллоуэя, что придает ему смелости выступить под бурные овации.
После шоу Кристала арестовывают. Бастер и друзья собираются уходить, но Зуки сообщает им, что крупный театр хочет поставить их шоу. Пока актёры разыгрывают свое первое представление, Бастер наблюдает за ними из VIP-секции, гордясь тем, что преуспел в Редшор-Сити.

## Роли озвучивали
| Актёр              | Роль                                         |
| ------------------ | -------------------------------------------- |
| Мэттью Макконахи   | коала Бастер Мун                             |
| Риз Уизерспун      | свинья Розита                                |
| Скарлетт Йоханссон | дикобразиха Эш                               |
| Тори Келли         | слониха Мина                                 |
| Ник Кролл          | свин Гюнтер                                  |
| Тэрон Эджертон     | горилла Джонни                               |
| Гарт Дженнингс     | игуана Мисс Ползли секретарь Бастера         |
| Бобби Каннавале    | волк Джимми Кристал отец Порши Кристал       |
| Холзи              | волчица Порша Кристал дочь Джимми Кристала   |
| Челси Перетти      | салюки Зуки секретарь Джимми Кристала        |
| Летиша Райт        | иберийская рысь Нуши уличная танцовщица      |
| Эрик Андре         | як Дариус                                    |
| Боно               | лев Клэй Кэллоуэй                            |
| Ник Офферман       | свин Норман муж Розиты                       |
| Адам Бакстон       | мартышка-носач Клаус Кикенклобер хореограф   |
| Фаррелл Уильямс    | слон Альфонсо владелец грузовика с мороженым |
| Дженнифер Сондерс  | овца Нейна Нудлман                           |
| Питер Серафинович  | горилла Маркус отец Джонни                   |
| Спайк Джонз        | кот Джерри заместитель Джимми Кристала       |

## Производство

### Разработка
25 января 2017 года киностудии «Universal Pictures» и «Illumination» объявили о продолжении анимационного фильма «Зверопой». Сценарист режиссёр Гарт Дженнингс и продюсеры Кристофер Меледандри и Джанет Хили вернулись вместе со звездами озвучки Мэтью Макконахи, Риз Уизерспун, Скарлетт Йоханссон, Тэрон Эджертон, Ником Кроллом, Тори Келли. Сет Макфарлейн, озвучивший мышонка Майка и Джон Си Рейли, озвучивший барана Эдди в первой части, в проект не вернулись.
В декабре 2020 года Бобби Каннавале, Летиша Райт, Эрик Андре, Челси Перетти, Фаррел Уильямс, Боно и Холзи присоединились к актёрскому составу.

### Анимация
Производство продолжалось дистанционно во время пандемии COVID-19 после временного закрытия «Illumination Mac Guff».

## Выпуск
Первоначально планировалось, что «Зверопой 2» будет выпущен 25 декабря 2020 года компанией «Universal Pictures». 12 апреля 2019 года фильм был перенесен на 2 июля 2021 года. 1 апреля 2020 года фильм был снова перенесен на 22 декабря 2021 года (как и «Миньоны: Грювитация», который вышел 1 июля 2022 года) из-за влияния пандемии COVID-19 на киноиндустрию.

## Музыка
| №                   | Название                                          | Performer(s)                                          | Длительность |
| ------------------- | ------------------------------------------------- | ----------------------------------------------------- | ------------ |
| 1.                  | «Your Song Saved My Life (from Sing 2)»           | U2                                                    | 3:31         |
| 2.                  | «Let's Go Crazy»                                  | Tori Kelly Taron Egerton Reese Witherspoon Nick Kroll | 3:09         |
| 3.                  | «Can't Feel My Face»                              | Kiana Ledé                                            | 3:21         |
| 4.                  | «Goodbye Yellow Brick Road»                       | Elton John                                            | 3:14         |
| 5.                  | «Heads Will Roll»                                 | Scarlett Johansson                                    | 3:36         |
| 6.                  | «Holes»                                           | Mercury Rev                                           | 5:54         |
| 7.                  | «Bad Guy»                                         | Billie Eilish                                         | 3:12         |
| 8.                  | «Sing 2 Audition Medley»                          | Sing 2 Cast                                           | 1:47         |
| 9.                  | «Where the Streets Have No Name»                  | Kelly Egerton Johansson Witherspoon Kroll             | 2:36         |
| 10.                 | «Higher Love»                                     | Kygo Whitney Houston                                  | 3:48         |
| 11.                 | «There's Nothing Holdin' Me Back»                 | Kelly Egerton                                         | 3:23         |
| 12.                 | «Suéltate (from Sing 2)»                          | Sam i Anitta BIA Jarina De Marco                      | 3:30         |
| 13.                 | «Stuck in a Moment You Can't Get Out Of»          | Johansson                                             | 3:39         |
| 14.                 | «Soy Yo (Sing 2 Mix)»                             | Bomba Estéreo                                         | 2:57         |
| 15.                 | «A Sky Full of Stars»                             | Egerton                                               | 3:26         |
| 16.                 | «Could Have Been Me»                              | Halsey                                                | 2:28         |
| 17.                 | «I Say a Little Prayer»                           | Kelly Pharrell Williams                               | 2:09         |
| 18.                 | «Break Free»                                      | Witherspoon Kroll                                     | 1:34         |
| 19.                 | «I Still Haven't Found What I'm Looking For»      | Johansson Bono                                        | 3:01         |
| 20.                 | «Tippy Toes (Bonus Track)»                        | Adam Buxton Fancy Feelings DSCOSTU                    | 2:08         |
| 21.                 | «Christmas (Baby Please Come Home) (Bonus Track)» | Keke Palmer Kelly Egerton Witherspoon Johansson       | 2:36         |
| Общая длительность: | Общая длительность:                               | Общая длительность:                                   | 65:08        |

## Продолжение
В апреле 2023 года Меледандри подтвердил, что третий фильм «Зверопой» уже находится в разработке.

## Комментарии
1. ↑  Medley songs are "...Ready for It?", "My Name Is", 'Abracadabra", "She Bangs", "Bury a Friend", "Hotline Bling", and "Cake by the Ocean".
2. ↑  Exclusively in a Christmas commercial from Comcast.